# استان کیوتو

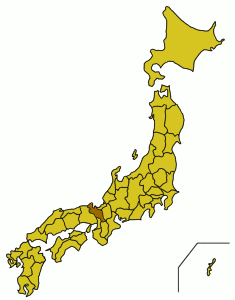
استان کیوتو، ژاپن.

استان کیوتو (به ژاپنی: 京都府) یکی از استان‌های کشور ژاپن است.
این استان در ناحیه کانسای (کینکی) و در جزیرهٔ هونشو قرار دارد. مرکز این استان، شهر کیوتو است.
کیوتو در بیشتر دوران‌های تاریخی پایتخت امپراتوری ژاپن بوده‌است.

## نگارخانه

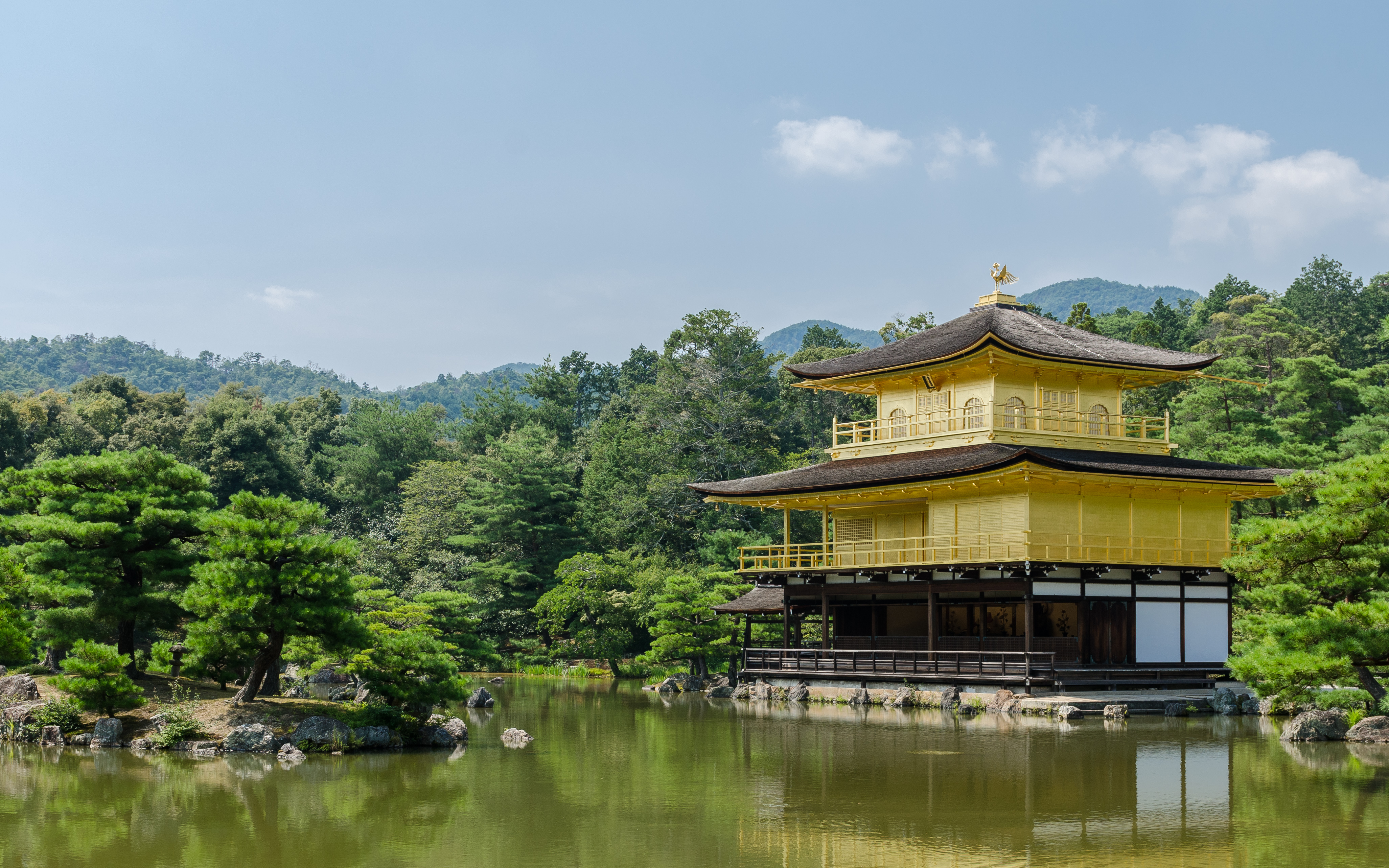
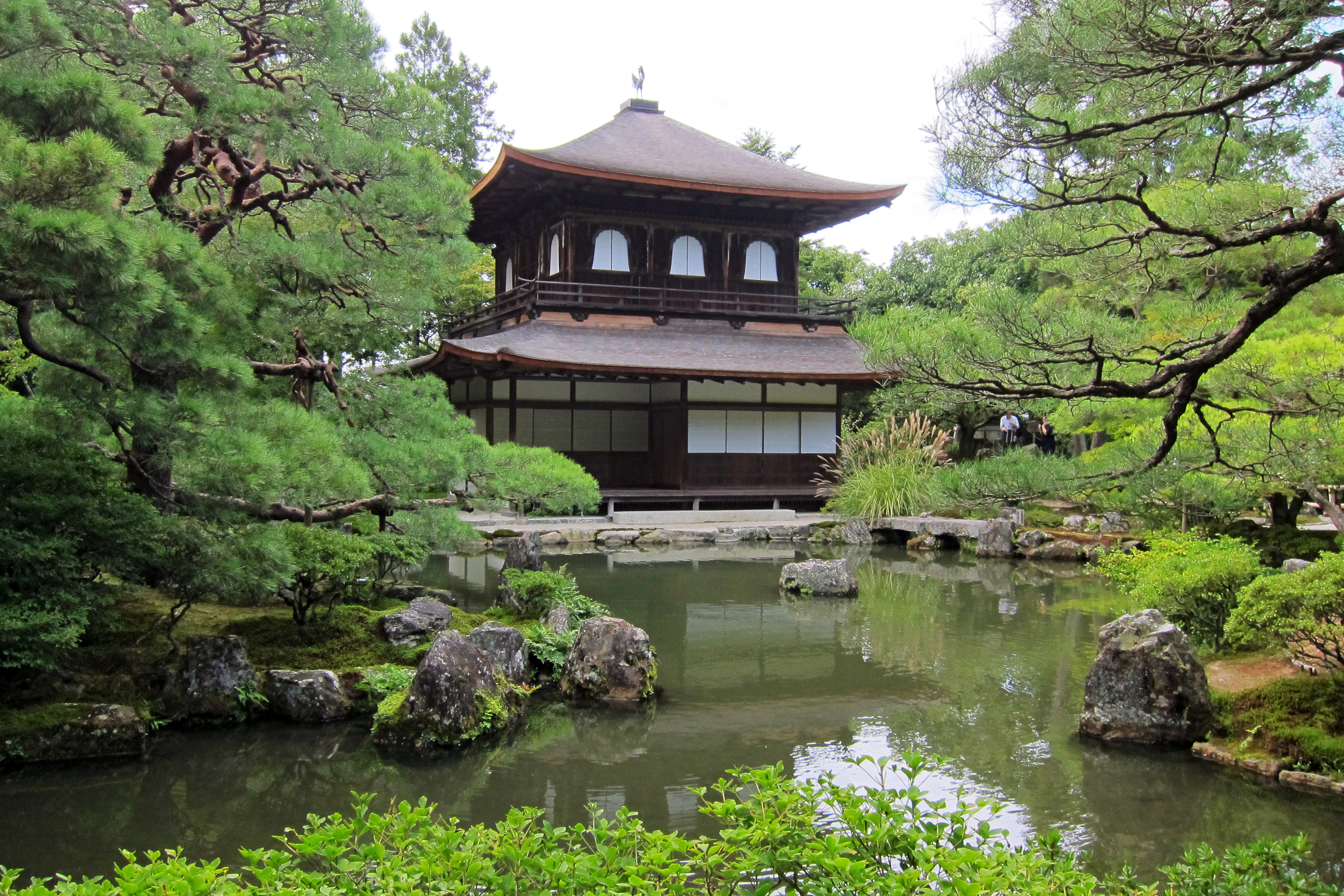
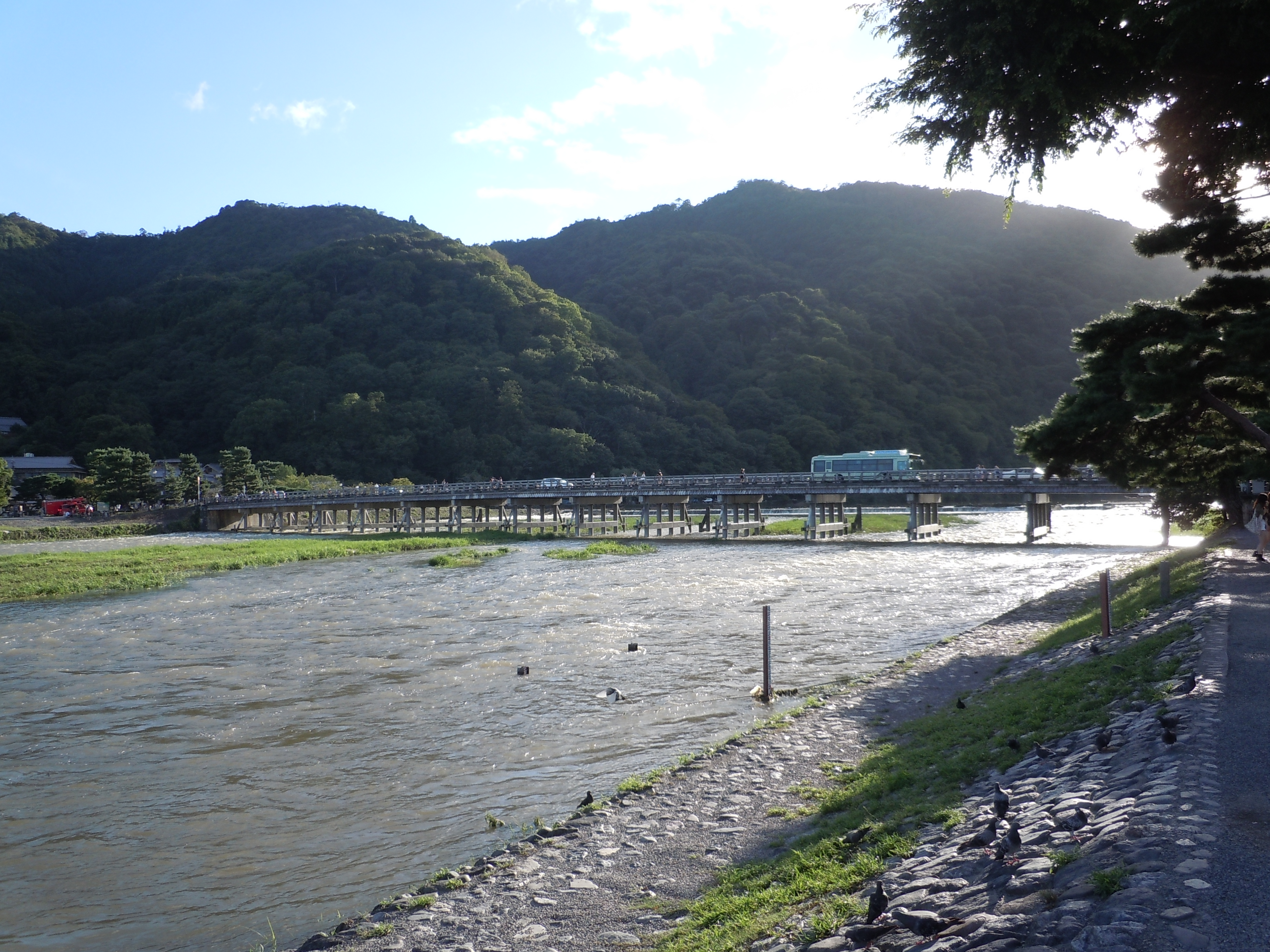
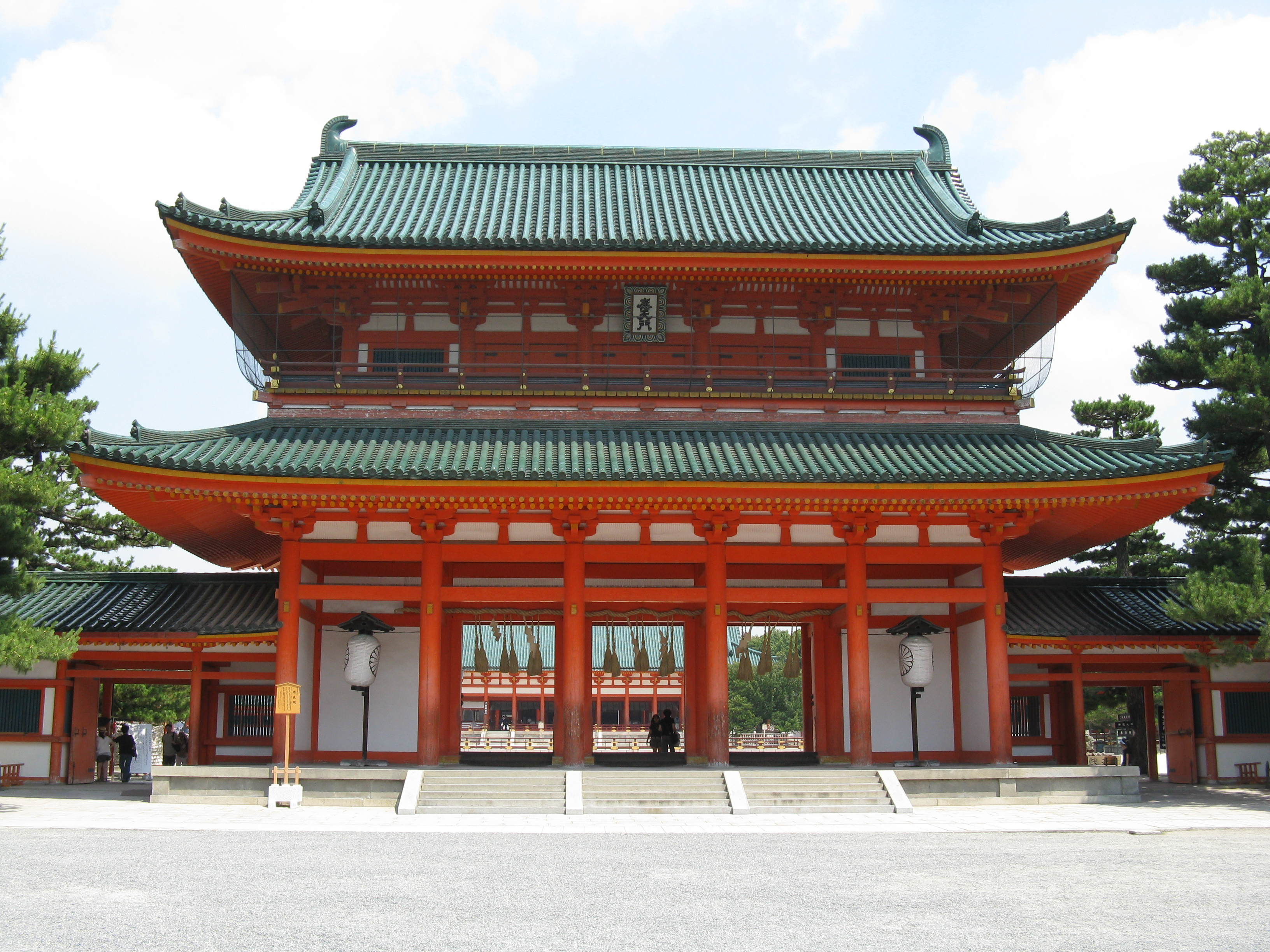